# Kachhwa
Kachhwa è una suddivisione dell'India, classificata come nagar panchayat, di 14.712 abitanti, situata nel distretto di Mirzapur, nello stato federato dell'Uttar Pradesh. In base al numero di abitanti la città rientra nella classe IV (da 10.000 a 19.999 persone).

## Geografia fisica
La città è situata a 25° 13' 0 N e 82° 43' 0 E e ha un'altitudine di 83 m s.l.m..

## Società

### Evoluzione demografica
Al censimento del 2001 la popolazione di Kachhwa assommava a 14.712 persone, delle quali 7.885 maschi e 6.827 femmine. I bambini di età inferiore o uguale ai sei anni assommavano a 2.349, dei quali 1.284 maschi e 1.065 femmine. Infine, coloro che erano in grado di saper almeno leggere e scrivere erano 8.354, dei quali 5.237 maschi e 3.117 femmine.